# Hulda Regehr Clark
Hulda Regehr Clark (* 18. Oktober 1928 in Rosthern, Saskatchewan, Kanada; † 3. September 2009 in Chula Vista, Kalifornien, USA) war eine Physiologin und promovierte Zoologin. Sie begründete die wissenschaftlich nicht anerkannte Clark-Therapie, die auf der nicht haltbaren Annahme beruht, dass alle Krankheiten durch Parasiten und Umweltgifte begründet sind. Sie starb infolge einer Krebserkrankung trotz der von ihr verfassten Bücher, in denen sie eine angebliche „Heilung und Prävention aller Krebsarten“ versprach.

## Leben
Hulda Clark erlangte ihren Doktorgrad in Physiologie 1958. Später erwarb sie zusätzlich ein naturheilkundliches Diplom am Clayton College of Natural Health. Dieses „College“ ist eine 1980 gegründete, nicht akkreditierte Privatschule in Birmingham im US-Bundesstaat Alabama. 1985, als diese Schule als „Dr. Clayton’s School of Natural Healing“ bekannt war, wurde besagtes naturheilkundliches Diplom (Doctor of Naturopathy) in einem Zeitungsinserat als „100-Stunden Lehrgang“ zum Preis von 696 US-Dollar angeboten. Laut ihrer Homepage ist Hulda Clark am 3. September 2009 an den Folgen einer Krebserkrankung (Multiples Myelom) gestorben.

## Schriften
- The Three Owls Reading Method (1965–1967)
- The Cure for All Cancers (1993)
- The Cure For HIV / AIDS (1993)
- The Cure for All Diseases (1995)
- The Cure For All Advanced Cancers (1999)
- Syncrometer Science Laboratory Manual (2000)
- The Prevention of all Cancers (2004)
- The Cure and Prevention of All Cancers (2007)